# Deutsche Kafka-Gesellschaft
Die Deutsche Kafka-Gesellschaft (DKG) ist eine 2005 gegründete Literarische Gesellschaft in Deutschland.

## Deutsche Kafka-Gesellschaft e.V.
Die Deutsche Kafka-Gesellschaft e.V. verfolgt das Ziel, zur vertieften Kenntnis der Person Franz Kafka, seines Umfelds und seiner Werke beizutragen. Dies geschieht vornehmlich durch wissenschaftliche Tagungen und die Herausgabe des Periodikums Forschungen der Deutschen Kafka-Gesellschaft, die insbesondere dem wissenschaftlichen Nachwuchs die Möglichkeit bieten sollen, mit anerkannten Kafka-Experten in den Dialog zu treten.

## Vereinsgeschichte und Vorstand
Die Gesellschaft wurde 2005 in Bonn gegründet. Gründungspräsidentin war Nadine Chmura, die zusammen mit Adela Popvici als Geschäftsführerin bis 2013 im Vorstand tätig war. Bis 2016 amtierte Wilko Steffens als Präsident, der gemeinsam mit dem Geschäftsführer Harald Neumeyer auch als Herausgeber der Schriftenreihe Forschungen der Deutschen Kafka-Gesellschaft tätig war. Seit 2016 wird die Schriftenreihe von Harald Neumeyer und Agnes Bidmon, der neuen Präsidentin, herausgegeben. Wilko Steffens gibt die Kafka-Ausgabe im Hamburger Yanus-Verlag heraus. Harald Neumeyer ist Professor für Neuere Deutsche Literaturgeschichte an der Universität Erlangen-Nürnberg.
2016 hat die Germanistin Agnes Bidmon die Präsidentschaft übernommen. Die Kafka-Gesellschaft hat ihren Sitz damit nach Erlangen verlegt und arbeitet seitdem eng mit dem Department Germanistik und Komparatistik der Friedrich-Alexander-Universität Erlangen-Nürnberg zusammen.

## Wissenschaftliche Tagungen
- 21.–22. Juli 2007: Kafka lesen. Veranstaltungsort: Evangelische Studierendengemeinde Marburg, Rudolf-Bultmann-Straße 4, 35039 Marburg.
- 18.–20. Juli 2008: Betrachtung. Zum 125. Geburtstag von Franz Kafka. Veranstaltungsort: Germanistisches Seminar der Universität Heidelberg.
- 20.–23. Juli 2009: Kafka Interkulturell. Veranstaltungsort: Schloss Rauischholzhausen / Tagungszentrum der Justus-Liebig-Universität Gießen.
- 25.–27. November 2011: Kafkas narrative Verfahren. Veranstaltungsort: Evangelische Studierendengemeinde Marburg, Rudolf-Bultmann-Straße 4, 35039 Marburg.
- 3.–5. Oktober 2014: Kafkas Tiere. Kulturwissenschaftliche Lektüren. Veranstaltungsort: Universität Erlangen-Nürnberg.
- 7.–9. Oktober 2016: Kafkas China. Kulturwissenschaftliche Lektüren. Veranstaltungsort: Universität Erlangen-Nürnberg.
- 5.–7. Oktober 2018: Kafkas Dinge. Veranstaltungsort: FernUniversität Hagen.

## Schriften
Die Schriften der Deutschen Kafka-Gesellschaft verstehen sich vornehmlich als Publikationsorgane für den wissenschaftlichen Nachwuchs, indem sie die Beiträge der regelmäßigen Tagungen versammeln. Bis 2013 erschienen zwei Bände im Bonner Bernstein-Verlag:
- Nadine A. Chmura (Hrsg.): Kafka. Schriftenreihe der Deutschen Kafka-Gesellschaft, Band 1, Bonn: 2007, ISBN 978-3-939431-04-6.
- Dies.: Kafka. Schriftenreihe der Deutschen Kafka-Gesellschaft e.V., Band 2, Bonn: 2008, ISBN 978-3-939431-24-4.

Seit 2013 existieren die Forschungen der Deutschen Kafka-Gesellschaft, die bei Königshausen & Neumann in Würzburg erscheinen:
- Harald Neumeyer, Wilko Steffens (Hrsg.): Kafkas Betrachtung. Kafka interkulturell, in: Forschungen der Deutschen Kafka-Gesellschaft, Band 1 & 2, Würzburg: 2013, ISBN 978-3-8260-5276-7.
- Harald Neumeyer, Wilko Steffens (Hrsg.): Kafkas narrative Verfahren. Kafkas Tiere, in: Forschungen der Deutschen Kafka-Gesellschaft, Band 3 & 4, Würzburg: 2015, ISBN 978-3-8260-5782-3.
- Kristina Jobst, Harald Neumeyer (Hrsg.): Kafkas China. Würzburg: 2017 (= Forschungen der Deutschen Kafka-Gesellschaft, Bd. 5), ISBN 978-3-8260-6360-2.